# Гейлвуд (Пенсільванія)
Гейлвуд (англ. Heilwood) — переписна місцевість (CDP) в США, в окрузі Індіана штату Пенсільванія. Населення — 318 осіб (2020).

## Географія
Гейлвуд розташований за координатами 40°38′16″ пн. ш. 78°51′39″ зх. д. / 40.63778° пн. ш. 78.86083° зх. д. (40.637776, -78.860742).  За даними Бюро перепису населення США в 2010 році переписна місцевість мала площу 9,86 км², з яких 9,84 км² — суходіл та 0,01 км² — водойми.

## Демографія
Згідно з переписом 2010 року, у переписній місцевості мешкало 711 осіб у 292 домогосподарствах у складі 196 родин. Густота населення становила 72 особи/км².  Було 313 помешкання (32/км²).
Расовий склад населення:
| - 98,9 % — білих - 0,1 % — чорних або афроамериканців |

До двох чи більше рас належало 1,0 %. Частка іспаномовних становила 0,3 % від усіх жителів.
За віковим діапазоном населення розподілялося таким чином: 23,5 % — особи молодші 18 років, 60,0 % — особи у віці 18—64 років, 16,5 % — особи у віці 65 років та старші. Медіана віку мешканця становила 39,4 року. На 100 осіб жіночої статі у переписній місцевості припадало 97,5 чоловіків;  на 100 жінок у віці від 18 років та старших — 100,0 чоловіків також старших 18 років.
Середній дохід на одне домашнє господарство  становив 51 813 долари США (медіана — 52 115), а середній дохід на одну сім'ю — 64 000 доларів (медіана — 67 813). За межею бідності перебувало 10,7 % осіб, у тому числі 11,2 % дітей у віці до 18 років та 9,5 % осіб у віці 65 років та старших.
Цивільне працевлаштоване населення становило 280 осіб. Основні галузі зайнятості: освіта, охорона здоров'я та соціальна допомога — 33,2 %, будівництво — 21,4 %, оптова торгівля — 10,0 %, транспорт — 6,1 %.